# Nancy Allen
Nancy Maria Allen, född 24 juni 1950 i New York, är en amerikansk film- och TV-skådespelare.
Allen var 1979–1983 gift med regissören Brian De Palma. Hon gjorde sitt genombrott genom att medverka i flera av dennes filmer, som exempelvis Carrie (1976), I nattens mörker (1980) och Vittnet måste tystas (1981).
Runt 1980 var Nancy Allen något av en sexsymbol i USA. Efter sin skilsmässa från Brian De Palma fick hennes karriär dock ett rejält avbräck, med sämre roller. Hon medverkade dock i Robocop-filmerna (1987, 1990 och 1992). 1998 hade hon en biroll i Steven Soderberghs film Out of Sight.

## Filmografi (urval)
- 1973 – Det hårda straffet
- 1976 – Carrie
- 1978 – I Wanna Hold Your Hand
- 1979 – 1941 – Ursäkta var är Hollywood?
- 1980 – Home Movies
- 1980 – I nattens mörker
- 1981 – Vittnet måste tystas
- 1983 – De mystiska inkräktarna
- 1984 – Faerie Tale Theatre (TV-serie) (avsnittet "The Princess and the Pea")
- 1984 – Bara vänner
- 1984 – Experiment Philadelphia
- 1987 – Robocop
- 1988 – Poltergeist III
- 1989 – En djävul på börsen
- 1990 – Robocop 2
- 1992 – Robocop 3
- 1994 – Enhet 238
- 1994 – Touched by an Angel (TV-serie) (avsnittet "An Unexpected Snow")
- 1995 – The Outer Limits (TV-serie) (avsnittet "Valerie 23")
- 1995 – The Commish (TV-serie) (avsnittet "Brooklyn")
- 1998 – Out of Sight
- 1999 – 666: Isaac's Return
- 1999 – Kiss Toledo Goodbye
- 2001 – Vem dömer Amy? (TV-serie) (avsnittet "The Unforgiven")
- 2001 – Circuit
- 2003 – Law & Order: Special Victims Unit (TV-serie) (avsnittet "Escape")